# Моралес (Боливар)
Моралес (исп. Morales) — город и муниципалитет на севере Колумбии, на территории департамента Боливар.

## История
Поселение, из которого позднее вырос город, было основано в 1610 году Педро Висенте де Моралесом. Муниципалитет Моралес был выделен в отдельную административную единицу в 1845 году.

## Географическое положение

Муниципалитет Моралес

Город расположен в юго-восточной части департамента, на правом берегу рукава Моралес реки Магдалена, западнее озера Сьенага-Битумен, на расстоянии приблизительно 290 километров к юго- востоку от города Картахена, административного центра департамента. Абсолютная высота — 22 метра над уровнем моря.

Муниципалитет Моралес граничит на северо-востоке с территорией муниципалитета Рио-Вьехо, на северо-западе и западе — с муниципалитетом Ареналь, на юго-западе — с муниципалитетом Монтекристо, на юге — с муниципалитетами Санта-Роса-дель-Сур и Симити, на юго-востоке — с территорией департамента Сантандер, на востоке — с территорией департамента Сесар. Площадь муниципалитета составляет 1765 км².

## Население
По данным Национального административного департамента статистики Колумбии, совокупная численность населения города и муниципалитета в 2015 году составляла 21 182 человека.
Динамика численности населения муниципалитета по годам:
| 2005   | 2006   | 2007   | 2008   | 2009   | 2010   | 2011   | 2012   | 2013   | 2014   | 2015   |
| ------ | ------ | ------ | ------ | ------ | ------ | ------ | ------ | ------ | ------ | ------ |
| 18 523 | 18 783 | 18 995 | 19 230 | 19 471 | 19 718 | 19 993 | 20 278 | 20 566 | 20 878 | 21 182 |

Согласно данным переписи 2005 года мужчины составляли 53,2 % от населения Моралеса, женщины — соответственно 46,8 %. В расовом отношении белые и метисы составляли 90,2 % от населения города; негры, мулаты и райсальцы — 9,8 %.
Уровень грамотности среди всего населения составлял 80 %.

## Экономика
Основу экономики Моралеса составляют: растениеводство (основные культуры — маниок, фасоль, сорго, бананы, кукуруза), скотоводство, добыча полезных ископаемых и рыболовство.

57,1 % от общего числа городских и муниципальных предприятий составляют предприятия торговой сферы, 33,9 % — предприятия сферы обслуживания, 7,9 % — промышленные предприятия, 1,1 % — предприятия иных отраслей экономики.